# 미우라 아키쓰구 (1726년)
미우라 아키쓰구(三浦明次)는 에도 시대 중기의 다이묘이다. 미카와 니시오 번 제2대 번주, 미마사카 가쓰야마 번 초대 번주를 지냈다. 미마사카 가쓰야마 번 미우라 가(美作勝山藩三浦家) 제6대 당주.
| 전임 미우라 요시사토 | 제2대 니시오 번 번주 (미우라 가문) 1756년 ~ 1764년 | 후임 마쓰다이라 노리스케 |

|  | 제1대 미마사카 가쓰야마 번 번주 (미우라 가문) 1764년 ~ 1772년 | 후임 미우라 노리쓰구 |